# Marc Fulvi Flac (triumvir)
Marc Fulvi Flac (en llatí Marcus Fulvius Flaccus) va ser un magistrat romà del segle ii aC. Formava part de la gens Fúlvia, una gens romana d'origen plebeu, i era de la família dels Flac.
Va ser un dels triumviri coloniae deducendae nomenats per dirigir les colònies de Pol·lència i Pisaurum l'any 184 aC.